# Comin' Thro the Rye (film 1923)
Comin' Thro the Rye è un film muto del 1923 diretto da Cecil M. Hepworth.

## Trama
Una ragazza gelosa rompe il fidanzamento a causa di un complotto. George Tempest corteggia Helen Adair che è innamorata però di Paul Vasher, Sylvia Fleming che è l'ex amore di Vasher è gelosa di Helen, la quale riesce ad intercettare la posta tra gli innamorati, Mettendo una domestica in casa di Helen. Vasher parte all'estero per lavoro e Sylvia che non si ferma davanti a nulla ne approfitta mettendo sul Times un falso annuncio di matrimonio fra Helen e George.